# Parc de Forest
Le parc de Forest (en néerlandais : Park van Vorst) est un parc bruxellois d'environ 13 hectares, situé dans la commune de Forest à la frontière de Saint-Gilles. Il est délimité par l'avenue des Villas, l'avenue du Mont Kemmel, l'avenue de la Reine Marie-Henriette et l'avenue Besme.
Ce parc, situé sur le flanc droit de la vallée de la Senne, est entièrement artificiel, contrairement au parc Duden proche.

## Paysage actuel

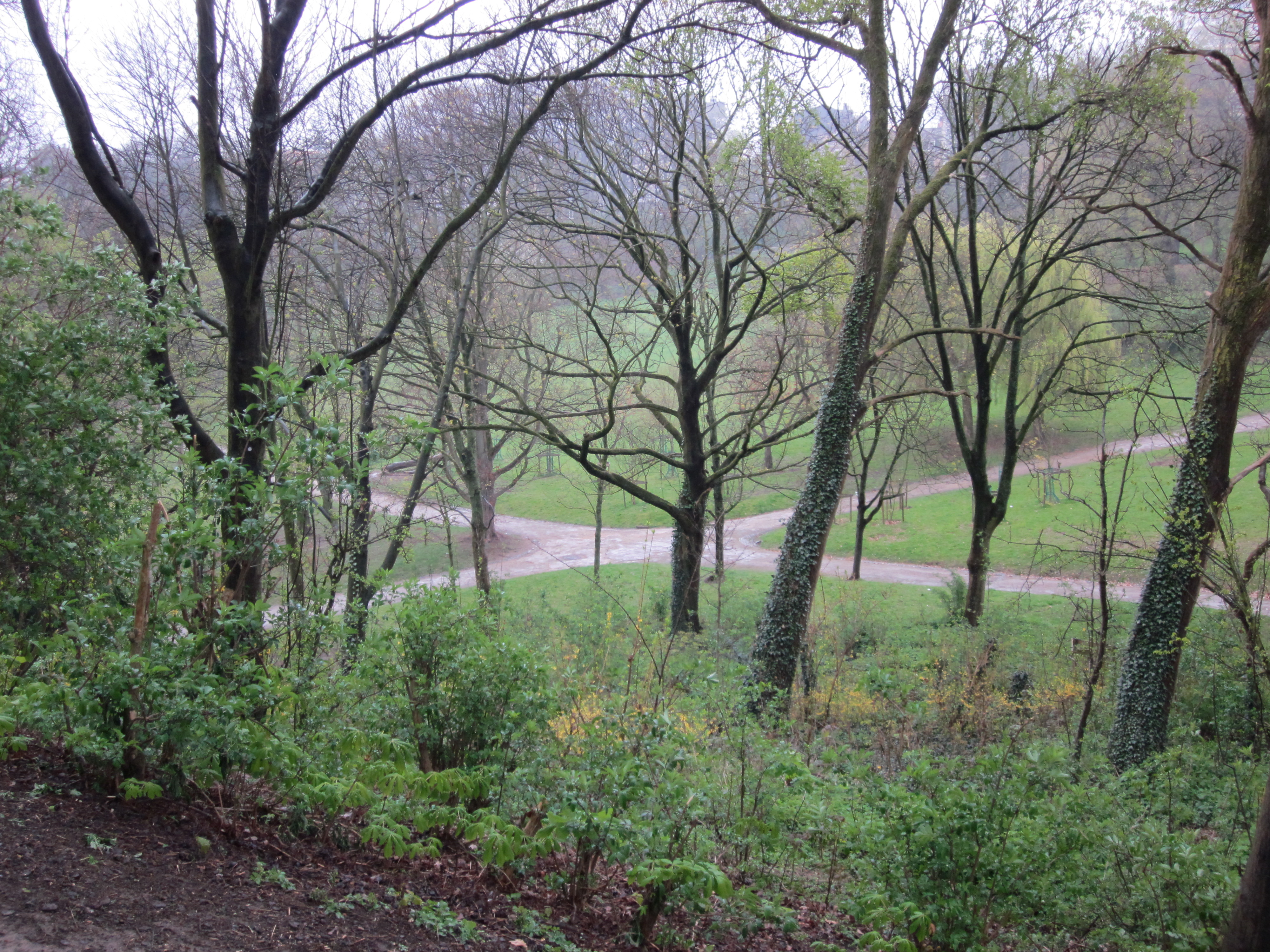
Vue du Parc depuis sa butte.

Le parc couvre la forte dénivellation entre le haut et le bas de Forest. Il se compose principalement de grandes pelouses et d'une butte artificielle plantée de marronniers.
Le parc recèle de nombreuses espèces végétales de hêtres, de marronniers, de frênes, de ifs, de bouleaux, etc.
Le haut du parc, proche du point culminant de Bruxelles, offre un large panorama urbain sur la ville. Une dizaine de clochers sont visibles depuis la butte - qui servit de point d'observation durant la Première Guerre mondiale.
Au centre du parc se trouve une villa où se tiennent des activités sociales et culturelles. Çà et là, restent les vestiges d'aménagement et de mobilier urbains anciens qui témoignent de l'abandon où est laissé le parc depuis plusieurs années.

## Histoire

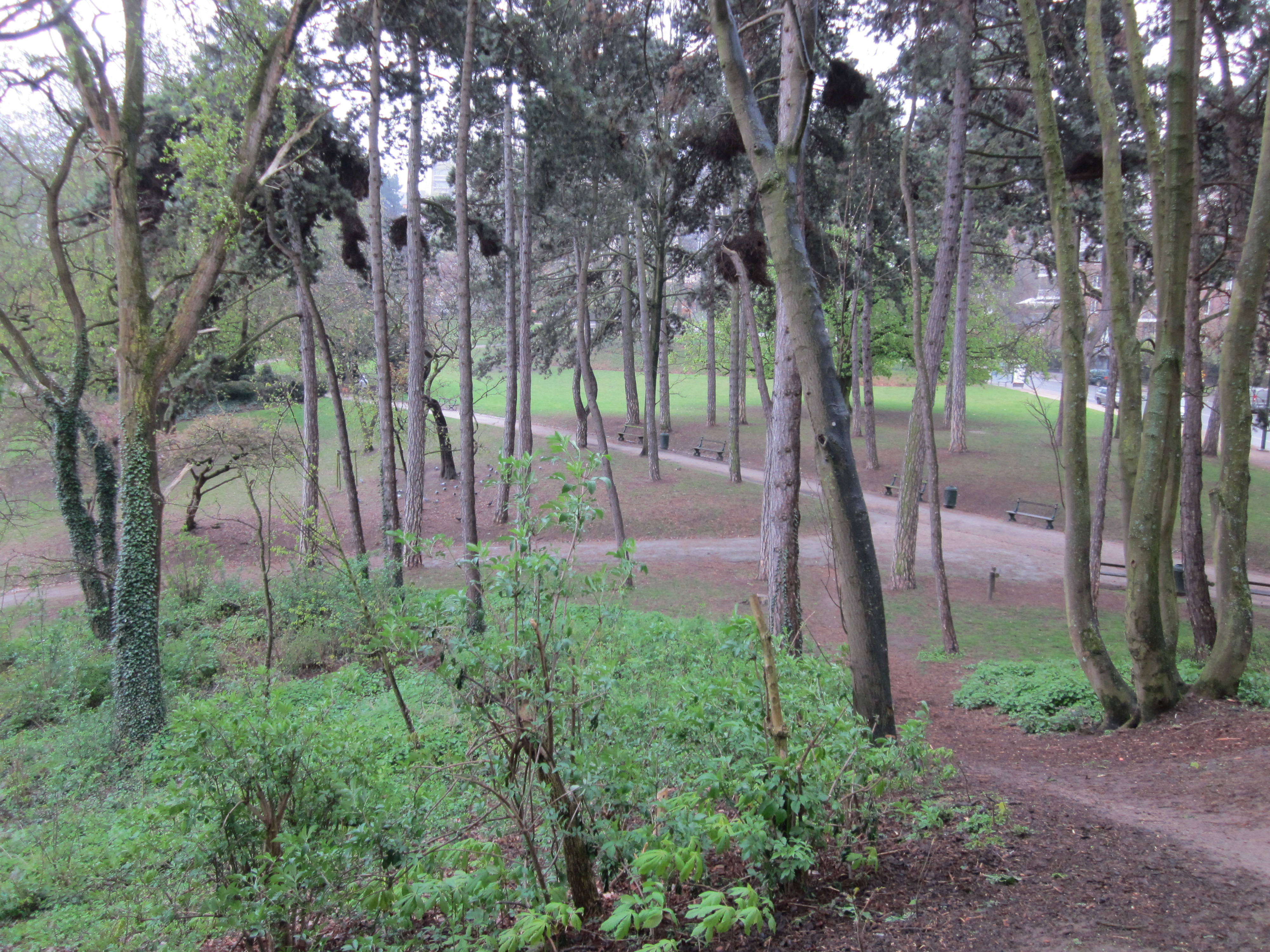
Les pins, dans le haut du Parc, colonisés par les perruches.

La volonté de création du parc remonte à 1875 et entrait dans le cadre d'un projet urbanistique plus vaste qui couvrait le territoire entre le haut de Forest et de nouveaux quartiers proches de la gare de Bruxelles-Midi.
La réalisation des plans fut confiée à Victor Besme - dont l'avenue adjacente tient son nom. Le projet fut finalement financé personnellement par des «  dons anonymes » de  Léopold II et de figures comme Georges Montefiore-Levi, à défaut d'un accord entre les communes riveraines (Forest et Saint-Gilles).
Le parc est ouvert au public en 1882, sous le nom de parc du Midi.
En 1890, le roi demande à l'architecte français Élie Lainé (1829-1911) de modifier les plans du parc pour créer dans le parc un point de vue vers le tout nouveau palais de justice.
En 1913, le parc reçoit son nom actuel de Parc de Forest.
Le parc fut encore modernisé en 1922. Il est classé depuis 1973.
Un projet de réaménagement, cofinancé par Beliris est en cours. Les travaux prévus pour la période 2011-2013 ont déjà pris un certain retard.

## Accessibilité
Ce site est desservi par la station de prémétro Albert.
- Ligne de tram 97, arrêt Rochefort.
- Ligne de bus 48, arrêts Rochefort, Lainé et Mont Kemmel. Cette ligne contourne une partie du parc.